# 裏本
裏本（うらほん / うらぼん）は、主に一組の男女の性交シーンを無修正で掲載する写真集のこと。
性器を露出させており、一部のアダルトショップで販売されていた。ビニ本の多くが性器の消しが薄い（or薄布、網などで隠す）ぎりぎりの程度を追求しているのに対し、カラミ（性交）を掲載する裏本は全く非合法な存在として位置付けられている。非合法であるため、店頭にあからさまに並べられていることはなく、店主が奥から出してくる事が多い。表に出せない本ということで『裏本』と呼ばれる。

## 歴史
誕生当初から、アダルトショップでも店頭に置かれることは少なく、店員に確認して購入する方法が取られていた。この点でもビニ本と大きく異なっている。一時期、無地の封筒に入れて販売されたことから、裏本という名称の前に「茶封筒本」「ハト本（ハトロン紙から）」と呼ばれた時期がある。
1981年に『法隆寺』『金閣寺』といった題名の裏本が発行され、話題を呼び、一連の寺社シリーズでは『東大寺』『パルテノン神殿』が有名。内容はいかにも風俗嬢らしきモデル女性と男性の性交シーンが露骨に写されたものであった。その後、若くて素人っぽさの残るモデルも多く登場するようになり、裏本ブームが起こった。『冬の華』『半分少女』『ガラスの林檎』（これらのタイトルは内容とは無関係に映画や歌謡曲などから借用されたもの）などが発行された1983年に一つのピークを迎える。
近年では、欧米ポルノ雑誌の方式を用いた撮影が主流である。時には裏ビデオの制作と同時に行われることもあった。
アダルトビデオの普及、合法ポルノ雑誌の性器修正の希薄化、インターネットによる露骨な性描写画像の入手容易化等により、わざわざアダルトショップへ出かけて非合法なものを購入するような必要性は薄れてきている。また、アダルトショップ自体に対する取締りも厳しくなったこともあり、衰退傾向にある。それでも、マニア向けにデザインされた裏本や、海外で外国人が自国向けに発行した裏本などが、海外ポルノ販売サイト等によりわずかながら生き残っている。
とはいえ、構造的な需要低迷に加え2004～2005年頃に行われた一斉摘発の時の影響等もあり、2006年7月を最後に新刊発行が終焉したものと見られる。現在では流通在庫として抱えていた過去の作品を入手することのみが可能であるが、流通側も小売側も在庫一掃処分を急いでいるため、まもなく新品の入手は困難になるものと見られる。

## 概要
基本的には、需要供給の関係で値段が変わっている。最盛期の取引価格は、新刊一冊につき 5,000円前後～1万円前後であり高価であった。時期、地域、購入方法（まとめ買いを行うなど）によって値段に差は出るが、人気のある作品はすぐに売り切れ、プレミア価格（通常価格の1.5倍以上）を付けて販売されることもあった。新刊発行が終焉した現在では、流通在庫一掃のため処分値（3冊で1万円など）で叩き売られていることがある。
一般的な裏本の表紙は、一見したところ普通の写真集を思わせる着衣の女性が写っている。一般にモデル名やカメラマン、出版社名（背表紙の色で区別されている）のような奥付に相当するものは一切記載されていない。ページ数は52ページの物が主流であるが、100ページを超えるものもある。また、壁掛けカレンダーや机上カレンダーなどのような珍しい形態のものや、過去の作品からハイライトシーンのページだけを集めて1冊に編集した百科事典的な出版物もあった。
制作方法のノウハウが引き継がれているらしく、モデル女性が変わっても、同じような体位、同じようなカメラアングルで撮影されていることが多く「避妊具はほとんど付けない」「膣内射精もあるものの、最後は精液を女性の胸や顔などにかける」など、その構成に一定の形式がみられた。また、初期のものではディープキスやクンニリングスで男優の顔を写したり射精している時の男優の顔を見せていたが、村西とおるのような男優が摘発されてからは「男性の顔はほとんど見えないようにアングルを工夫する」ことが主流となっていった。
モデルの女性は、風俗嬢やビニ本モデルやAV女優が主流であるが、素人女性をスカウトし、だまして出演させるグループもあった。